# Via Veneto (film)
Via Veneto è un film del 1964, diretto da Giuseppe Lipartiti.

## Trama
A Roma, un giovane che vive di truffe e raggiri riesce a convincere un ricco industriale venuto dalla provincia a finanziare un film. Fattosi consegnare un congruo anticipo, inizia a condurre una vita dispendiosa tra automobili di lusso e belle donne, raccontando ogni volta menzogne al malcapitato imprenditore, fino a quando costui si accorge che l'assegno consegnato dal giovane a garanzia dell'anticipo è stato emesso a vuoto.

## Distribuzione
Il film ottenne il visto di censura n. 42.129 del 24 gennaio 1964 con il divieto ai minori di 14 anni. Ebbe la prima proiezione il 23 aprile 1964.
Pubblicato in videocassetta dalla Fonit Cetra Home Video, non risulta editato in DVD.